# Leonhard Wild
Leonhard „Harti“ Wild (* 2. November 1979 in Garmisch-Partenkirchen) ist ein ehemaliger deutscher Eishockeytorwart, der über viele Jahre in der Deutschen Eishockey Liga und 2. Eishockey-Bundesliga aktiv war.

## Karriere
Wild begann seine Karriere in der Saison 1997/98 beim SC Riessersee in der 1. Liga Süd. Den Garmischern blieb er bis zur Saison 1999/00 treu, bis er zu Beginn der Saison 2000/01 zu den Moskitos Essen in die Deutsche Eishockey Liga wechselte. Wild stand auch in der darauffolgenden Spielzeit zuerst bei den Moskitos unter Vertrag, wechselte aber während der Saison zum SC Riessersee zurück.
Zur Saison 2002/03 zog es Wild zu den Kölner Haien in die DEL, bei denen er auch in der Saison 2003/04 unter Vertrag stand. In der Saison 2002/03 hatte er zudem einen Einsatz beim EC Ulm/Neu-Ulm und in der Saison 2003/04 stand er viermal für die Moskitos Essen in der Oberliga im Tor. Ein Jahr später unterschrieb Wild einen Vertrag für die Saison 2004/05 bei den Moskitos Essen und hatte auch zwei Einsätze bei den Hamburg Freezers in der DEL.
In den Jahren zwischen 2005 und 2008 stand Wild beim EHC München in der 2. Bundesliga unter Vertrag und bildete mit Jochen Vollmer ein Torhüterduo. Zur Saison 2008/09 wechselte er zu den Augsburger Panthern in die DEL, wo er als Reservetorhüter zu zwei Einsätzen kam. Aufgrund von Knieproblemen musste er jedoch ein Jahr pausieren, bevor er zur Saison 2010/11 wieder für seinen Heimat Verein, den SC Riessersee in der Oberliga zwischen den Pfosten stand. Nach anfänglichen Startproblemen und vieler Kritiker, fand er zu seiner Bestform und war maßgeblich am Erfolg des SC Riessersee beteiligt. Gekrönt wurde das Ganze mit dem Gewinn der Oberligameisterschaft und dem daraus resultierenden sportlichen Aufstieg in die 2. Eishockey-Bundesliga.
In der Folge war zunächst unklar, ob Wild eine weitere Saison beim SC Riessersee das Tor hüten würde, da er parallel erfolgreich eine Kaffeerösterei in Garmisch-Partenkirchen betrieb und nicht mehr als Vollprofi arbeiten wollte. Am 29. Juni 2011 gab der Verein bekannt, dass Wild in der Saison 2011/12 zwischen den Pfosten stehen würde, allerdings nicht mehr als Vollzeitkraft, sondern im Wechsel mit Daniel Huber. Im August 2011 wurden Wild, Josef Staltmayr, Florian Vollmer, und Tim Regan zu Interimstrainern ernannt, nachdem Marcus Bleicher mit sofortiger Wirkung von seinem Amt zurückgetreten und noch kein neuer Cheftrainer verpflichtet worden war. Somit wurde zudem Andreas Raubal in seiner neuen Funktion als Co-Trainer unterstützt. Nach dem Klassenerhalt am Ende der Saison 2011/12 entschied sich Wild, seine Karriere zu beenden, um sein Hauptaugenmerk wieder auf seine beiden Betriebe sowie die Familie zu legen.

## Erfolge und Auszeichnungen
- 2011 Oberliga-Meister mit dem SC Riessersee
- 2011 Aufstieg in die 2. Eishockey-Bundesliga mit dem SC Riessersee